# NCAA Division I Football Championship Subdivision
Pour les articles homonymes, voir FCS.
La Division I de NCAA organise chaque année un championnat de football américain de niveau universitaire aux États-Unis. Il s'agit du Football Championship Subdivision (FCS). Avant 2006, cette compétition était connue sous la dénomination NCAA Division I-AA Football Championship.
Cette division se situe juste sous le niveau de la NCAA Division I Football Bowl Subdivision.
Le champion FCS est déterminé après la saison régulière via un système de playoffs reconnu par la NCAA et regroupant les 24 meilleures équipes.
Le champion national actuel est l'équipe des Jackrabbits de South Dakota State qui a remporté son 1er titre national au cours de la saison 2022.

## Histoire

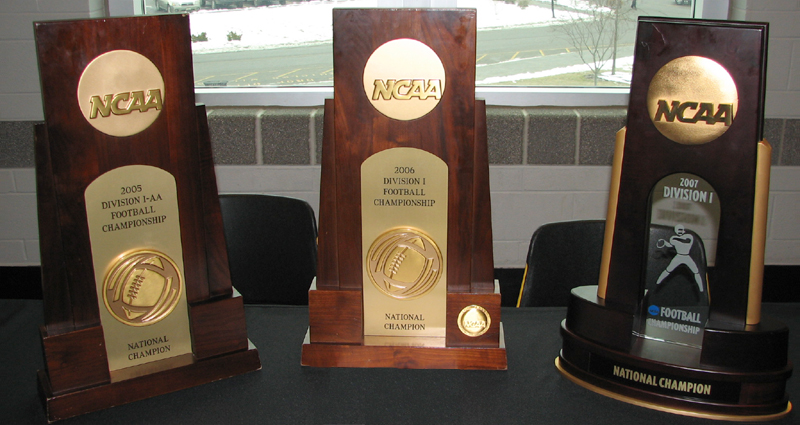
Les différents trophées de champion de Division I (NCAA) FCS gagnés par Appalachian State, de gauche à droite : en 2005 (I-AA), 2006 (FCS), et 2007 (FCS).

Lorsque la Division I-AA de football américain est formée en 1978, les playoffs ne comportaient que 4 équipes.
Ce nombre double en 1981 et passe à 12 équipes en 1982 (les 4 premiers de la saison régulière sont exemptés du 1er tour et reçoivent lors de leur 1er match de playoffs (1/4 de finale).
Lors de la 9e saison (celle de 1986), le nombre d'équipe est porté à 16, ce qui implique 4 victoires de rang pour remporter le titre. 8 champions de conférence sont qualifiés d'office et les 8 autres sont qualifiées at-large en fonction de leurs résultats. Le calendrier est déterminé le dimanche précédent Thanksgiving et les matchs de playoffs débutent ce weekend là. Les 4 meilleures équipes sont protégées mais la situation géographique des équipes qualifiées influence également le tirage de ces rencontres, le but étant de limiter au maximum les frais de déplacement des équipes.
En avril 2008, la NCAA annonce qu'à partir de la saison 2010, les playoffs regrouperaient 20 équipes dont la moitié comprendrait des champions de conférence. Cependant, la structure mise en place inclus 8 équipes qui se rencontrent lors d'un tour préliminaire. Les 4 gagnants sont inclus dans un second tour après lequel ils rejoignent les 16 autres équipes dont les 4 têtes de série qu'ils affrontent.
Le nombre d'équipe intégrant les playoffs est porté à 24 en début de saison 2013. Onze conférences reçoivent une invitation d'office pour leur champion (la Pioneer Football League est intégrée par rapport à 2010). De plus, le tour préliminaire inclus 8 matchs au lieu de 4, les 8 gagnants rejoignant les 16 qualifiés exemptés du 1er tour.
Le tournoi est historiquement joué en novembre et décembre. En 2010, les équipes passant à 20, le tournoi se joue jusqu'en janvier.
De 1997 à 2009, le titre se jouait à Chattanooga dans le Tennessee au Finley Stadium, le stade de l'équipe de football américain de l'Université du Tennessee à Chattanooga. De 1992 à 1996, l'évènement avait lieu au Marshall University Stadium actuellement dénommé le Joan C. Edwards Stadium) sur le campus de l'Université Marshall. Actuellement, le match est joué dans la banlieue de Dallas, à Frisco au Texas. Les éditions de 2010, 2011, 2013 et 2014 ont lieu au Toyota Stadium (connu sous l'appellation Pizza Hut Park) mais en 2012, il se déroule au FC Dallas Stadium, un stade multi-sports utilisé principalement pour le football (soccer). La finale 2015 doit se dérouler à nouveau au Pizza Hut Park.
Deux divisions de FCS ne participent pas au tournoi et une 3e n'y participait pas avant la saison 2013 (les équipes d'Ivy League, membre de la FCS depuis 1982, ne jouaient que leurs 10 matchs de saison régulière invoquant des préoccupations académiques),.
Trois équipes de la Southwestern Athletic Conference (SWAC) avaient une saison régulière qui se terminait alors que le tournoi d'après saison avait déjà débuté (Alabama State jouant le Turkey Day Classic ainsi que Grambling et Southern jouant le Bayou Classic) ce qui de facto empêchait que le champion de cette conférence soit connu avant décembre. Alabama State annonce alors que le Turkey Day Classic arrêtera après la saison 2013 pour qu'il puisse (si l'équipe est qualifiée) participer au tournoi d'après-saison. Il est à signaler que la SWAC n'a pas envoyé d'équipe au tournoi d'après-saison depuis l'Université Jackson State en 1997. Le champion de la Pioneer Football League (PFL) n'était pas qualifié directement pour le tournoi avant 2013 et aucune de ses équipes n'a jamais été sélectionnée at-large auparavant.

## Les conférences
Mise à jour le 20 juillet 2023
| Conférence                                                | Surnom       | Membres | Sports | Masculin | Féminin | Mixte |
| --------------------------------------------------------- | ------------ | ------- | ------ | -------- | ------- | ----- |
| Big Sky Conference                                        | Big Sky      | 12      | 16     | 7        | 9       | 0     |
| Big South Conference (1)                                  | Big South    | 4       | 19     | 9        | 10      | 0     |
| Coastal Athletic Association Football Conference (en) (2) | CAA Football | 15      | 1      | 1        | 0       | 0     |
| NCAA Division I FCS indépendants (3)                      | IND          | 1       | 1      | 1        | 0       | 0     |
| Ivy League (3)                                            | Ivy League   | 8       | 33     | 17       | 16      | 0     |
| Mid-Eastern Athletic Conference                           | MEAC         | 6       | 14     | 6        | 8       | 0     |
| Missouri Valley Football Conference                       | MVFC         | 12      | 1      | 1        | 0       | 0     |
| Northeast Conference                                      | NEC          | 8       | 24     | 11       | 13      | 0     |
| Ohio Valley Conference (1)                                | OVC          | 6       | 19     | 8        | 10      | 1     |
| Patriot League                                            | Patriot      | 7       | 24     | 11       | 13      | 0     |
| Pioneer Football League                                   | PFL          | 11      | 1      | 1        | 0       | 0     |
| Southern Conference                                       | SoCon        | 9       | 20     | 10       | 9       | 1     |
| Southland Conference                                      | SLC          | 8       | 18     | 8        | 10      | 0     |
| Southwestern Athletic Conference                          | SWAC         | 12      | 18     | 8        | 10      | 0     |
| United Athletic Conference (5)                            | UAC          | 9       | 1      | 1        | 0       | 0     |

(1) La Big South Conference et l'Ohio Valley Conference sont partenaires dans une alliance qui partage une seule place automatique dans les séries éliminatoires de la FCS.

(2) CAA Football est administré par la Coastal Athletic Association multisports, mais est par ailleurs une entité juridique distincte.

(3) Les Owls de Kennesaw State joueront en tant que FCS indépendant avant de rejoindre Conference USA en 2024.

(4) signifie : par choix, l'Ivy League ne participe pas aux playoffs désignant le champion de la FCS

(5) L'United Athletic Conference, qui commence à jouer lors de la saison 2023, est une fusion entre les ligues de football américain de l'ASUN Conference et de la Western Athletic Conference.

## Le palmares[7]
| Années | Champions                          | Perdants                       | Scores | Stades                      | Lieux                            | Assistances | Entraîneur principal gagnant |
| ------ | ---------------------------------- | ------------------------------ | ------ | --------------------------- | -------------------------------- | ----------- | ---------------------------- |
| 1978   | Florida A&M Rattlers               | UMass Minutemen                | 42–28  | Memorial Stadium            | Wichita Falls, Texas             | 13 604      | Rudy Hubbard                 |
| 1979   | Eastern Kentucky Colonels          | Lehigh Engineers               | 30–07  | Orlando Stadium             | Orlando, Floride                 | 5 500       | Roy Kidd                     |
| 1980   | Boise State Broncos                | Eastern Kentucky Colonels      | 31–29  | Hughes Stadium              | Sacramento, Californie           | 8 157       | Jim Criner                   |
| 1981   | Idaho State Bengals                | Eastern Kentucky Colonels      | 34–23  | Memorial Stadium            | Wichita Falls, Texas             | 11 003      | Dave Kragthorpe              |
| 1982   | Eastern Kentucky Colonels (2)      | Delaware Fightin' Blue Hens    | 17–14  | Memorial Stadium            | Wichita Falls, Texas             | 11 257      | Roy Kidd                     |
| 1983   | Southern Illinois Salukis          | Western Carolina Catamounts    | 43–07  | Johnson Hagood Stadium (en) | Charleston, Caroline du Sud      | 15 950      | Rey Dempsey                  |
| 1984   | Montana State Bobcats              | Louisiana Tech Bulldogs        | 19–06  | Johnson Hagood Stadium      | Charleston, Caroline du Sud      | 9 125       | Dave Arnold                  |
| 1985   | Georgia Southern Eagles            | Furman Paladins                | 44–42  | Tacoma Dome                 | Tacoma, Washington               | 5 306       | Erk Russell                  |
| 1986   | Georgia Southern Eagles (2)        | Arkansas State Indians         | 48–21  | Tacoma Dome                 | Tacoma, Washington               | 4 419       | Erk Russell                  |
| 1987   | Northeast Louisiana Indians †      | Marshall Thundering Herd       | 43–42  | Mini Dome (en)              | Pocatello, Idaho                 | 11 513      | Pat Collins                  |
| 1988   | Furman Paladins                    | Georgia Southern Eagles        | 17–12  | Holt Arena                  | Pocatello, Idaho                 | 11 500      | Jimmy Satterfield            |
| 1989   | Georgia Southern Eagles (3)        | Stephen F. Austin Lumberjacks  | 37–34  | Paulson Stadium (en)        | Statesboro, Géorgie              | 25 725      | Erk Russell                  |
| 1990   | Georgia Southern Eagles (4)        | Nevada Wolf Pack               | 36–13  | Paulson Stadium             | Statesboro, Géorgie              | 23 204      | Tim Stowers                  |
| 1991   | Youngstown State Penguins          | Marshall Thundering Herd       | 25–17  | Paulson Stadium             | Statesboro, Géorgie              | 12 667      | Jim Tressel                  |
| 1992   | Marshall Thundering Herd           | Youngstown State Penguins      | 31–28  | Marshall University Stadium | Huntington, Virginie-Occidentale | 31 304      | Jim Donnan                   |
| 1993   | Youngstown State Penguins (2)      | Marshall Thundering Herd       | 17–05  | Marshall University Stadium | Huntington, Virginie-Occidentale | 29 218      | Jim Tressel                  |
| 1994   | Youngstown State Penguins (3)      | Boise State Broncos            | 28–14  | Marshall University Stadium | Huntington, Virginie-Occidentale | 27 674      | Jim Tressel                  |
| 1995   | Montana Grizzlies                  | Marshall Thundering Herd       | 22–20  | Marshall University Stadium | Huntington, Virginie-Occidentale | 32 106      | Don Read                     |
| 1996   | Marshall Thundering Herd (2)       | Montana Grizzlies              | 49–29  | Marshall University Stadium | Huntington, Virginie-Occidentale | 30 052      | Bob Pruett                   |
| 1997   | Youngstown State Penguins (4)      | McNeese State Cowboys          | 10–09  | Finley Stadium              | Chattanooga, Tennessee           | 14 771      | Jim Tressel                  |
| 1998   | UMass Minutemen                    | Georgia Southern Eagles        | 55–43  | Finley Stadium              | Chattanooga, Tennessee           | 17 501      | Mark Whipple                 |
| 1999   | Georgia Southern Eagles (5)        | Youngstown State Penguins      | 59–24  | Finley Stadium              | Chattanooga, Tennessee           | 20 052      | Paul Johnson                 |
| 2000   | Georgia Southern Eagles (6)        | Montana Grizzlies              | 27–25  | Finley Stadium              | Chattanooga, Tennessee           | 17 156      | Paul Johnson                 |
| 2001   | Montana Grizzlies (2)              | Furman Paladins                | 13–06  | Finley Stadium              | Chattanooga, Tennessee           | 12 698      | Joe Glenn                    |
| 2002   | Western Kentucky Hilltoppers       | McNeese State Cowboys          | 34–14  | Finley Stadium              | Chattanooga, Tennessee           | 12 360      | Jack Harbaugh                |
| 2003   | Delaware Fightin' Blue Hens        | Colgate Raiders                | 40–00  | Finley Stadium              | Chattanooga, Tennessee           | 14 281      | K. C. Keeler                 |
| 2004   | James Madison Dukes                | Montana Grizzlies              | 31–21  | Finley Stadium              | Chattanooga, Tennessee           | 16 771      | Mickey Matthews              |
| 2005   | Appalachian State Mountaineers     | Northern Iowa Panthers         | 21–16  | Finley Stadium              | Chattanooga, Tennessee           | 20 236      | Jerry Moore                  |
| 2006   | Appalachian State Mountaineers (2) | UMass Minutemen                | 28–17  | Finley Stadium              | Chattanooga, Tennessee           | 22 808      | Jerry Moore                  |
| 2007   | Appalachian State Mountaineers (3) | Delaware Fightin' Blue Hens    | 49–21  | Finley Stadium              | Chattanooga, Tennessee           | 23 010      | Jerry Moore                  |
| 2008   | Richmond Spiders                   | Montana Grizzlies              | 24–07  | Finley Stadium              | Chattanooga, Tennessee           | 17 823      | Mike London                  |
| 2009   | Villanova Wildcats                 | Montana Grizzlies              | 23–21  | Finley Stadium              | Chattanooga, Tennessee           | 14 328      | Andy Talley                  |
| 2010   | Eastern Washington Eagles          | Delaware Fightin' Blue Hens    | 20–19  | Pizza Hut Park ‡            | Frisco, Texas                    | 13 027      | Beau Baldwin                 |
| 2011   | North Dakota State Bison           | Sam Houston State Bearkats     | 17–06  | Pizza Hut Park ‡            | Frisco, Texas                    | 20 586      | Craig Bohl                   |
| 2012   | North Dakota State Bison (2)       | Sam Houston State Bearkats     | 39–13  | FC Dallas Stadium ‡         | Frisco, Texas                    | 21 411      | Craig Bohl                   |
| 2013   | North Dakota State Bison (3)       | Towson Tigers                  | 35–07  | Toyota Stadium              | Frisco, Texas                    | 19 802      | Craig Bohl                   |
| 2014   | North Dakota State Bison (4)       | Illinois State Redbirds        | 29–27  | Toyota Stadium              | Frisco, Texas                    | 20 918      | Chris Klieman                |
| 2015   | North Dakota State Bison (5)       | Jacksonville State Gamecocks   | 37–10  | Toyota Stadium              | Frisco, Texas                    | 21 836      | Chris Klieman                |
| 2016   | James Madison Dukes (2)            | Youngstown State Penguins      | 28–14  | Toyota Stadium              | Frisco, Texas                    | 14 423      | Mike Houston                 |
| 2017   | North Dakota State Bison (6)       | James Madison Dukes            | 17–13  | Toyota Stadium              | Frisco, Texas                    | 19 090      | Chris Klieman                |
| 2018   | North Dakota State Bison (7)       | Eastern Washington Eagles      | 38–24  | Toyota Stadium              | Frisco, Texas                    | 17 802      | Chris Klieman                |
| 2019   | North Dakota State Bison (8)       | James Madison Dukes            | 28–20  | Toyota Stadium              | Frisco, Texas                    | 17 866      | Matt Entz                    |
| 2020   | Sam Houston Bearkats               | South Dakota State Jackrabbits | 23–21  | Toyota Stadium              | Frisco, Texas                    | 7 840       | K. C. Keeler                 |
| 2021   | North Dakota State Bison (9)       | Montana State Bobcats          | 38–10  | Toyota Stadium              | Frisco, Texas                    | 18 942      | Matt Entz                    |
| 2022   | South Dakota State Jackrabbits     | North Dakota State Bison       | 45–21  | Toyota Stadium              | Frisco, Texas                    | 18 023      | John Stiegelmeier            |
| 2023   | South Dakota State Jackrabbits (2) | Montana Grizzlies              | 23–3   | Toyota Stadium              | Frisco, Texas                    | 19 512      | Jimmy Rogers                 |
| 2024   | North Dakota State Bison (10)      | Montana State Bobcats          | 35–32  | Toyota Stadium              | Frisco, Texas                    | 18 005      | Tim Polasek                  |

1. ↑  Lehigh a changé son surnom en Mountain Hawks en 1995.
2. ↑  Arkansas State a changé son surnom en Red Wolves en 2006.
3. 1 2  Maintenant connu sous le nom de ICCU Dome.
4. ↑  À la suite de la pandémie de Covid-19, le calendrier a été fortement affecté et les playoffs ont eu lieu au cours des mois d'avril et mai 2021[8].
5. ↑  Sam Houston a supprimé le mot "State" de sa marque sportive en juillet 2020.
6. ↑  Participation limitée en raison des protocoles Covid-19.

† Connue comme l'université de Louisiana-Monroe depuis 1999.
‡ Actuellement Toyota Stadium au Texas

## Statistiques par équipes
| Équipes                           | Titre(s) | Année(s) du(des) titre(s)                                  | Finale(s) jouée(s) | Finale(s) perdue(s)                |
| --------------------------------- | -------- | ---------------------------------------------------------- | ------------------ | ---------------------------------- |
| Bison de North Dakota State       | 10       | 2011, 2012, 2013, 2014, 2015, 2017, 2018, 2019, 2021, 2024 | 11                 | 2022                               |
| Eagles de Georgia Southern^       | 6        | 1985, 1986, 1989, 1990, 1999, 2000                         | 8                  | 1988, 1998                         |
| Penguins de Youngstown State      | 4        | 1991, 1993, 1994, 1997                                     | 7                  | 1992, 1999, 2016                   |
| Mountaineers d'Appalachian State^ | 3        | 2005, 2006, 2007                                           | 3                  |                                    |
| Grizzlies du Montana              | 2        | 1995, 2001                                                 | 8                  | 1996, 2000, 2004, 2008, 2009, 2023 |
| Thundering Herd de Marshall^      | 2        | 1992, 1996                                                 | 6                  | 1987, 1991, 1993, 1995             |
| Colonels d'Eastern Kentucky       | 2        | 1979, 1982                                                 | 4                  | 1980, 1981                         |
| Dukes de James Madison^           | 2        | 2004, 2016                                                 | 4                  | 2017, 2019                         |
| Jackrabbits de South Dakota State | 2        | 2022, 2023                                                 | 3                  | 2020                               |
| Fightin' Blue Hens du Delaware^   | 1        | 2003                                                       | 4                  | 1982, 2007, 2010                   |
| Paladins de Furman                | 1        | 1988                                                       | 3                  | 1985, 2001                         |
| Bobcats de Montana State          | 1        | 1984                                                       | 3                  | 2021, 2024                         |
| Bearkats de Sam Houston^          | 1        | 2020                                                       | 3                  | 2011, 2012                         |
| Minutemen de l'UMass^             | 1        | 1998                                                       | 3                  | 1978, 2006                         |
| Broncos de Boise State^           | 1        | 1980                                                       | 2                  | 1994                               |
| Eagles d'Eastern Washington       | 1        | 2010                                                       | 2                  | 2018                               |
| Rattlers de la Floride (A&M)      | 1        | 1978                                                       | 1                  |                                    |
| Bengals d'Idaho State             | 1        | 1981                                                       | 1                  |                                    |
| Warhawks de Louisiana-Monroe^     | 1        | 1987                                                       | 1                  |                                    |
| Spiders de Richmond               | 1        | 2008                                                       | 1                  |                                    |
| Salukis de Southern Illinois      | 1        | 1983                                                       | 1                  |                                    |
| Wildcats de Villanova             | 1        | 2009                                                       | 1                  |                                    |
| Hilltoppers de Western Kentucky^  | 1        | 2002                                                       | 1                  |                                    |
| Cowboys de McNeese                | 0        |                                                            | 2                  | 1997, 2002                         |
| Red Wolves d'Arkansas State^      | 0        |                                                            | 1                  | 1986                               |
| Raiders de Colgate                | 0        |                                                            | 1                  | 2003                               |
| Redbirds d'Illinois State         | 0        |                                                            | 1                  | 2014                               |
| Gamecocks de Jacksonville State^  | 0        |                                                            | 1                  | 2015                               |
| Mountain Hawks de Lehigh          | 0        |                                                            | 1                  | 1979                               |
| Bulldogs de Louisiana Tech^       | 0        |                                                            | 1                  | 1984                               |
| Wolf Pack du Nevada^              | 0        |                                                            | 1                  | 1990                               |
| Panthers de Northern Iowa         | 0        |                                                            | 1                  | 2005                               |
| Lumberjacks de Stephen F. Austin  | 0        |                                                            | 1                  | 1989                               |
| Tigers de Towson                  | 0        |                                                            | 1                  | 2013                               |
| Catamounts de Western Carolina    | 0        |                                                            | 1                  | 1983                               |

^ Actuellement membre de la Division I (NCAA) Football Bowl Subdivision (FBS).

## Articles annexes
- Culture du football américain
- Football américain universitaire aux États-Unis
- Glossaire du football américain et canadien
- Liste des College Bowls de football américain
- Championnat NCAA de football américain
- Division I (NCAA)
- NCAA Division I Football Bowl Subdivision
- Liste des matchs de rivalité en football américain universitaire de la NCAA